# Flávio Costa
Flávio Rodrigues Costa (Carangola, 14 de septiembre de 1906 - Río de Janeiro, 22 de noviembre de 1999) fue un futbolista y entrenador brasileño, estigmatizado por haber sido el entrenador de la selección brasileña que fue derrotada en la final de la Copa Mundial de Fútbol de 1950 en el llamado Maracanazo.
Flavio Costa fue el entrenador de la escuadra brasileña en la Copa del Mundo FIFA de 1950. La derrota ante Uruguay 2-1 con gol anotado por Alcides Ghiggia en los minutos finales del segundo tiempo, fue descrita por la prensa brasileña, como la mayor humillación recibida por Brasil en el siglo XX. Como consecuencia de no haber sido campeón, perdió su prestigio como entrenador y la prensa brasileña se le aventó con todo así como al portero Moacyr Barbosa, como chivos expiatorios y pidió su salida de la selección brasileña. Pero a pesar de todo, años después de nuevo fue entrenador entre 1955 y 1956.

## Muerte
Flavio Costa murió en Rio de Janeiro en noviembre de 1999.

## Carrera como jugador
De 1926 hasta 1936 Costa jugó 145 partidos, como mediocampista, vestido con el jersey negro y rojo del Flamengo, anotando 15 goles. De septiembre de 1934 fue jugador-entrenador. El clímax de su carrera como jugador fue cuando ganó el campeonato del estado de Río de Janeiro en 1927.

## Historia como entrenador

### Equipos
| Club                | País     | Año       |
| ------------------- | -------- | --------- |
| Flamengo            | Brasil   | 1934-1944 |
| Selección de Brasil | Brasil   | 1944-1950 |
| Vasco da Gama       | Brasil   | 1947-1950 |
| Flamengo            | Brasil   | 1951-1952 |
| Vasco da Gama       | Brasil   | 1953-1955 |
| Selección de Brasil | Brasil   | 1955-1956 |
| FC Porto            | Portugal | 1956-1957 |
| Colo-Colo           | Chile    | 1959-1960 |
| São Paulo           | Brasil   | 1960-1961 |
| Flamengo            | Brasil   | 1963      |
| FC Porto            | Portugal | 1965-1966 |

### Palmarés

#### Títulos nacionales
| Título             | Club          | País   | Año  |
| ------------------ | ------------- | ------ | ---- |
| Campeonato Carioca | Flamengo      | Brasil | 1939 |
| Campeonato Carioca | Flamengo      | Brasil | 1942 |
| Campeonato Carioca | Flamengo      | Brasil | 1943 |
| Campeonato Carioca | Flamengo      | Brasil | 1944 |
| Campeonato Carioca | Vasco da Gama | Brasil | 1947 |
| Campeonato Carioca | Vasco da Gama | Brasil | 1949 |
| Campeonato Carioca | Vasco da Gama | Brasil | 1950 |
| Campeonato Carioca | Vasco da Gama | Brasil | 1952 |
| Campeonato Carioca | Flamengo      | Brasil | 1963 |

#### Títulos internacionales
| Título                               | Club                | País   | Año  |
| ------------------------------------ | ------------------- | ------ | ---- |
| Campeonato Sudamericano de Campeones | Vasco da Gama       | Chile  | 1948 |
| Copa América                         | Selección de Brasil | Brasil | 1949 |

| Predecesor: Hugo Tassara      | Director técnico de Colo-Colo 1959-1960    | Sucesor: Hernán Carrasco       |
| Predecesor: Guillermo Stábile | Entrenador campeón de la Copa América 1949 | Sucesor: Manuel Fleitas Solich |

- Datos: Q945169
- Multimedia: Flávio Costa / Q945169